# Funeral Song
"Funeral Song" är en låt av den finländska rockgruppen The Rasmus. Den är sista låten på deras genombrottsalbum Dead Letters från 2003. När låten i februari 2004 utgavs som den fjärde singeln från albumet, mixades den om och fick den utökade titeln "Funeral Song (The Resurrection)". Texten är huvudsakligen skriven av sångaren Lauri Ylönen, i vilken han berättar hur han blir bestraffad i sina drömmar till följd av sin okunnighet om kärlek.
Singeln uppnådde andraplatsen i Finland och tillsammans med en flitigt spelad musikvideo blev "Funeral Song" en fortsatt framgång för bandet i Europa.

## Låtskrivandet och inspelningen
"Funeral Song" är en tragisk kärlekssång vars text huvudsakligen skrevs av bandets sångare och primära textförfattare Lauri Ylönen. Den handlar om en person Ylönen flera gånger oavsiktligen har sårat och att han till följd blir bestraffad i sina drömmar. Ylönen menar att han inte var bra på att hantera andra människors känslor. Till skillnad från de andra låtarna på Dead Letters är "Funeral Song" inte uppbyggd på gitarr utan domineras istället av ett programmerat lager av nedstämt stråkarrangemang. En likhet med många andra låtar är dock användandet av melodiska keyboardtoner, även om de här bara används som utfyllnad.
"Funeral Song" spelades in i Stockholm-studion Nord Studios i slutet av 2002 under samma inspelningssession som de övriga nio låtarna på Dead Letters. För inspelningen ansvarade de svenska producenterna Mikael Nord Andersson och Martin Hansen, vilka också producerade och programmerade låten.

## Låten släpps
Inför låtens video, som spelades in den 9 februari 2004, valde man att mixa om låten för att göra den mer lämpad till videon. Den främsta ändringen man gjorde var att lägga till ett virveltrumljud som går genom hela låten och som tonas ut framemot slutet. När "Funeral Song" därefter släpptes på singel den 25 februari var det alltså videoversionen av låten man lanserade, detta under den utökade titeln "Funeral Song (The Resurrection)". Denna titel gör referenser till videon, i vilken Ylönen ger sitt liv till kvinnan i slutet. Singeln utgavs med den exklusiva b-sidan "If You Ever", som i mars 2004 också hamnade på den brittiska/amerikanska utgåvan av Dead Letters. Maxisingeln innehåller även låten "Everything You Say", som tidigare har släppts på en begränsad specialutgåva av Dead Letters i Finland.
Trots att låten på vissa håll mottagit negativ kritik har detta inte haft någon betydande påverkan på låtens allmänna europeiska framgång när den släpptes som singel och video. Singeln uppnådde andraplats i Finland samt plats 54 i Schweiz och 32 i Österrike, och videon har spelats upprepande på bland annat MTV.

## Musikvideo
Videon till låten spelades in den 9 februari 2004 i Stockholm och regisserades av Niclas Fronda och Fredrik Löfberg från den svenska filmstudion Baranga Film. Det var gruppens tredje samarbete med Baranga Film och ursprungligen fanns planer att spela in videon i England, vilket dock aldrig genomfördes. Videon spelades flitigt på MTV då den var aktuell och vann pris vid Finlands Emma-gala 2005 (Finlands motsvarighet till Grammis).
Videon visar en mörk, regnig gata i Stockholm där endast sångaren Lauri Ylönen medverkar. Han går i en svart rock och mössa på en trottoar ner till en öppen gata. Han rör sig i slowmotion och i en scen lyfter han på sin rock och flera svarta kråkor flyger upp (svarta kråkor har varit ett återkommande koncept för albumet Dead Letters). När han kommer fram till gatan ser han att en bilolycka inträffat. En ung kvinna ligger ner på marken bredvid en rykande bil och man får nedtonat se att det rinner blod från henne som flyter vidare ner i en brunn. Ylönen går fram till henne och sätter sig ner samtidigt som han lyfter upp hennes huvud och "ger henne sitt liv".

## Låtlistor och format
Alla låtar skrivna av Lauri Ylönen, Eero Heinonen, Pauli Rantasalmi och Aki Hakala
CD-singel, standard
1. "Funeral Song (The Resurrection)" – 3:21
2. "If You Ever" – 3:54

Maxisingel
1. "Funeral Song (The Resurrection)" – 3:21
2. "If You Ever" – 3:54
3. "Everything You Say" – 2:46

## Listplaceringar
| Listor (2004)             | Högsta placering |
| ------------------------- | ---------------- |
| Finländska singellistan   | 2                |
| Tyska singellistan        | 24               |
| Schweiziska singellistan  | 54               |
| Österrikiska singellistan | 32               |

## Medverkande
The Rasmus
- Lauri Ylönen – sång
- Eero Heinonen – bas
- Pauli Rantasalmi – gitarr
- Aki Hakala – trummor

Produktion
- Mikael Nord Andersson & Martin Hansen – produktion, inspelning, programmering, keyboard, tillagda ljud (Nord Studios, Stockholm)
- Claes Persson – mastering (CRP Recordings)
- Jörgen Ingeström – tillagd keyboard
- Stefan Zschernitz – fotografi
- Henrik Walse – layout